# Skin Yard
Skin Yard — американская гранж-группа из Сиэтла, штат Вашингтон, которая вела активную деятельность с 1985 по 1992 года. Группа никогда не имела широкого успеха, но оказала влияние на всю гранж-сцену, в том числе на такие известные группы, как: Soundgarden, Screaming Trees, The Melvins и Green River.

## История
Группа была создана в январе 1985 года Дэниелом Хаусом и Джеком Эндино, к которым впоследствии присоединились Бен МакМиллан и Мэтт Кэмерон. Skin Yard сыграли свой первый официальный концерт в июне 1985, в котором они разогревали The U-Men. В 1986 на инди-лейбле C/Z Records вышел сборник Deep Six, на котором были представлены песни групп из Сиэтла, в том числе и две композиции Skin Yard. Запись имела локальный успех, и открыла широкой публике такой новый жанр, как гранж. В этом же году группа выпустила свой первый одноимённый альбом, а также первый сингл Bleed.
Прошло не так много времени, как ударник Мэтт Кэмерон покинул Skin Yard и перешёл в другую сиэтлскую группу Soundgarden, с которой в дальнейшем его ждало славное будущее. После этого группа сменила целую серию ударников. Кэмерона заменил Стив Уайд, за которым пришёл Грэг Гилмор, хотя оба провели только пару выступлений. Осенью пришёл Джейсон Финн, который тоже покинул группу после восьми месяцев из-за личных причин. Скотт МакКаллам занял вакансию в мае 1987 и продержался в составе два года, в течение которых группа записала свой второй альбом ''Hallowed Ground(1988)''. После ухода Скотта Skin Yard провели тур по США, впоследствии названный «адовым туром», после которого группа ушла на 14-месячный перерыв.
Skin Yard вернулись в 1990 со своим третьим альбомом ''Fist Sized Chunks'', а также с последним ударником Барреттом Мартином. В 1991, когда гранж прорвался в мейнстрим, Skin Yard выпустили свой четвёртый альбом ''1,000 Smiling Knuckles''. В этом же году оригинальный басист Дэниел Хаус покинул группу для того, чтобы проводить больше времени с семьей. Его заменил Пэт Педерсон, который остался в составе до записи последнего альбома группы ''Inside the Eye''. После завершения работы над пластинкой Skin Yard решили расформироваться. Альбом вышел немного позднее.

## После распада группы
Бен МакМиллан и Скотт МакКаллам собрали группу Gruntruck как сайд-проект, и продолжили выступать с ней после распада Skin Yard. К моменту распада Gruntruck группа выпустила два альбома и один EP. Бен МакМиллан скончался от диабета в 2008.
Пэт Педерсон и Барретт Мартин работали с Джеком Эндино над его сольным альбомом Endino’s Earthworm. Также Эндино выпустил ещё два сольных альбома Angle of Attack и Permanent Fatal Error. Далее в своей карьере он в значительной степени перешёл от роли исполнителя к роли звукорежиссёра. Он спродюсировал несколько альбомов таких гранж-групп, как Soundgarden и Mudhoney. В последнее время он работал над альбомами групп Hot Hot Heat и ZEKE.
Дэниал Хаус, как владелец и президент C/Z Records продолжил заниматься альбомами и в 2001 выпустил сборник раритетов Skin Yard, ''Start at the Top''.
Барретт Мартин присоединился к Screaming Trees и играл на ударных на двух альбомах: Sweet Oblivion и Dust. Screaming Trees ушли в отпуск и окончательно распались в 2000. Мартин также играл в туре с R.E.M.. Во второй половине 1990-х Мартин собрал супер-группу Mad Season, с вокалистом Лэйном Стэйли, гитаристом Майком МакКриди и басистом Джоном Саундерсом. Mad Season выпустили один альбом и распались в 1999.
Джэйсон Финн, которого в Skin Yard заменил МакКаллам, перешёл в качестве ударника в Love Battery. В 1995 он перешёл в состав пост-гранж группы The Presidents of the United States of America где играл до их распада в 1998. Однако группа воссоединилась, и 14 февраля 2014 года выпустила свой последний альбом ''Kudos to You!''

## Состав

#### Оригинальный состав
- Бен МакМиллан — вокал (1985—1992)
- Джек Эндино — гитара (1985—1992)
- Дэниел Хаус — бас (1985—1991)
- Мэтт Кэмерон — ударные (1985—1986)

#### Бывшие участники
- Стив Уайд — ударные (1986)
- Грэг Гилмор — ударные (1986)
- Джэйсон Финн — ударные (1986—1987)
- Скотт МакКаллам — ударные (1987—1989)
- Баррет Мартин — ударные (1990—1992)
- Пэт Педерсон — бас (1991—1992)

## Дискография

#### Студийные альбомы
| Название              | Год  | Лейбл               |
| --------------------- | ---- | ------------------- |
| Skin Yard             | 1987 | C/Z Records         |
| Hallowed Ground       | 1988 | Toxic Shock Records |
| Fist Sized Chunks     | 1990 | Cruz Records        |
| 1000 Smiling Knuckles | 1991 | Cruz Records        |
| Inside the Eye        | 1993 | Cruz Records        |
| Start at the Top      | 2001 | C/Z Records         |

##### Синглы
| Год  | Название                     | Альбом                 | Лейбл               |
| ---- | ---------------------------- | ---------------------- | ------------------- |
| 1987 | «Bleed»                      | Skin Yard              | C/Z Records         |
| 1987 | «Stranger»                   | Hallowed Ground        | Toxic Shock Records |
| 1989 | «Start at the Top»           | Start at the Top       | Sub Pop             |
| 1991 | «1,000 Smiling Knuckles»     | 1,000 Smiling Knuckles | Cruz Records        |
| 1991 | «Psychoriflepowerhypnotized» | 1,000 Smiling Knuckles | C/Z Records         |
| 1993 | «Undertow»                   | Inside the Eye         | Cruz Records        |

##### Сборники
- 1986 — «Throb» and «The Birds» на Deep Six
- 1991 — «Machine Gun Etiquette» на Another Damned Seattle Compilation (Dashboard Hula Girl Records)
- 1991 — «Snowblind» на Hard to Believe: Kiss Covers Compilation